# Németh Lajos (labdarúgó, 1938)
Németh Lajos (1938. február 17. –) labdarúgó, csatár.

## Pályafutása
A Ferencváros csapatában mutatkozott az élvonalban 1959. augusztus 2-án a Szegedi EAC ellen, ahol 0–0-s döntetlen született. Tagja volt az 1962–63-as bajnokcsapatnak. A Fradiban összesen 30 mérkőzésen szerepelt (11 bajnoki, 19 nemzetközi) és 3 gólt szerzett (1 bajnoki, 2 nemzetközi).

## Sikerei, díjai
- Magyar bajnokság
  - bajnok: 1962–63
  - 2.: 1959–60
  - 3.: 1961–62